# Ataque man-on-the-side
Em segurança de computadores, um ataque man-on-the-side é uma forma de ataque semelhante ao man-in-the-middle. Ao invés de controlar totalmente um nó da rede, como ocorre no man-in-the-middle, o atacante tem apenas acesso regular ao canal de comunicação, que o permite ler o tráfego de dados e inserir novas mensagens sem, no entanto, poder modificar ou deletar mensagens enviadas por outros participantes. Para garantir que a resposta enviada pelo atacante à requisiçao da vítima chegue antes da resposta legítima, ele precisa contar com uma vantagem de tempo.
Em situações reais, o pacote de resposta enviado pelo atacante pode ser usado para infectar o computador da vítima com código malicioso. A necessidade de se ter uma vantagem de tempo torna o ataque difícil de ser executado, uma vez que exige uma posição privilegiada dentro da rede, por exemplo, no backbone de Internet.
As revelações de vigilância global de 2013 mostram que a NSA, por meio de seu programa QUANTUM, utiliza bastante este tipo de ataque para infectar alvos com malware.